# Albinese Calcio 1997-1998
Questa voce raccoglie le informazioni riguardanti l'Albinese Calcio nelle competizioni ufficiali della stagione 1997-1998.

## Rosa
| N. |                   | Ruolo | Calciatore           |
| -- | ----------------- | ----- | -------------------- |
|    | Italia (bandiera) | D     | Giuseppe Biava       |
|    | Italia (bandiera) | C     | Marco Bolis          |
|    | Italia (bandiera) | A     | Giovanni Bonavita    |
|    | Italia (bandiera) | C     | Omar Danesi          |
|    | Italia (bandiera) | C     | Ivan Del Prato       |
|    | Italia (bandiera) | C     | Alessandro Imberti   |
|    | Italia (bandiera) | C     | Alessandro Locatelli |
|    | Italia (bandiera) | D     | Renato Marchesi      |
|    | Italia (bandiera) | D     | Stefano Meneghel     |
|    | Italia (bandiera) | C     | Marco Morlacchi      |
|    | Italia (bandiera) | C     | Giuseppe Mosa        |

| N. |                   | Ruolo | Calciatore       |
| -- | ----------------- | ----- | ---------------- |
|    | Italia (bandiera) |       | Palazzi          |
|    | Italia (bandiera) | D     | Ivan Pelati      |
|    | Italia (bandiera) | C     | Mirco Poloni     |
|    | Italia (bandiera) | A     | Matteo Rastelli  |
|    | Italia (bandiera) | P     | Renato Redaelli  |
|    | Italia (bandiera) | D     | Roberto Remonti  |
|    | Italia (bandiera) | A     | Gianluca Temelin |
|    | Italia (bandiera) | A     | Matteo Valenti   |
|    | Italia (bandiera) | D     | Nicola Valenti   |
|    | Italia (bandiera) | D     | Sergio Zonca     |